# Ратуша (Вадуц)

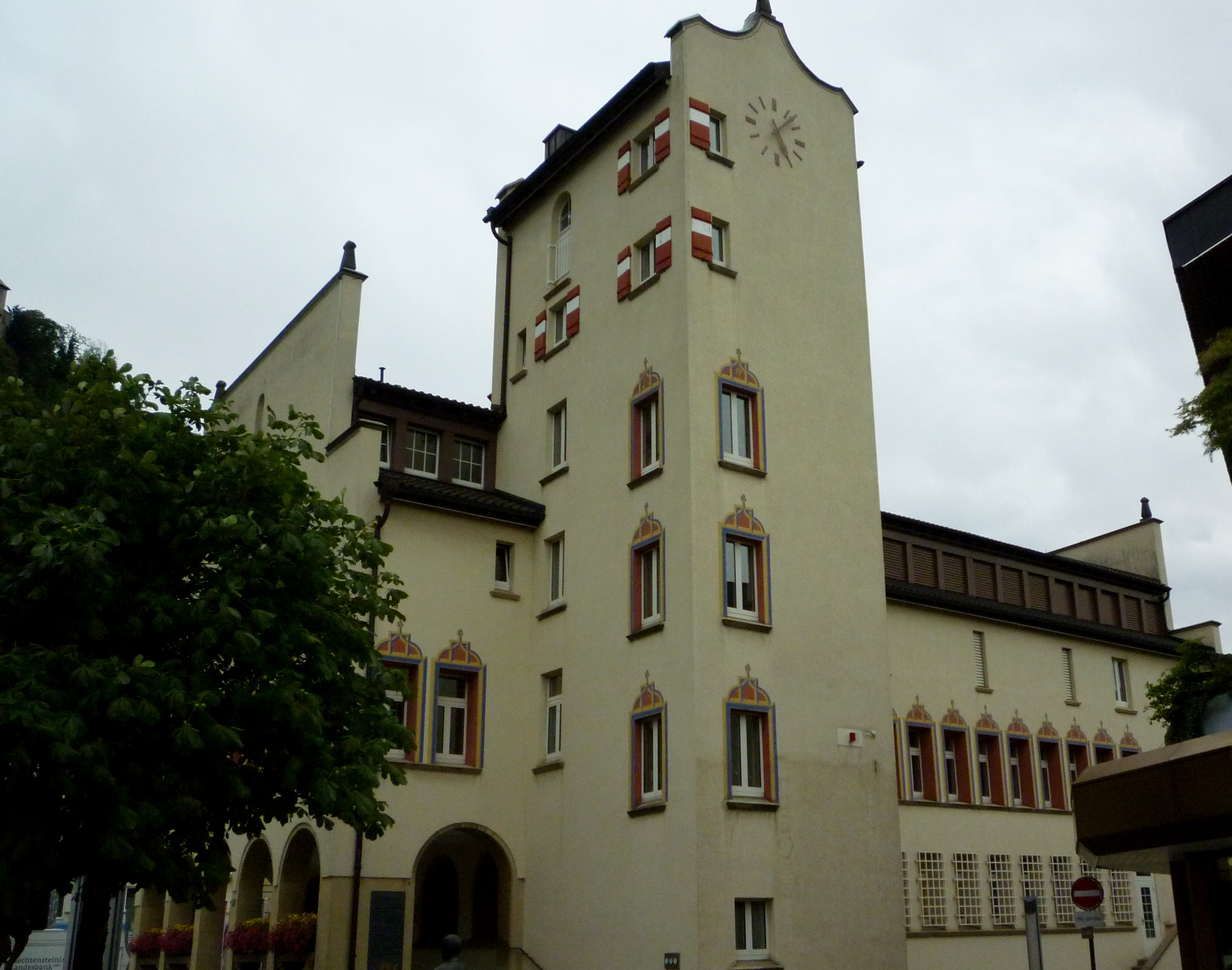
Северо-восточная сторона ратуши в Вадуце

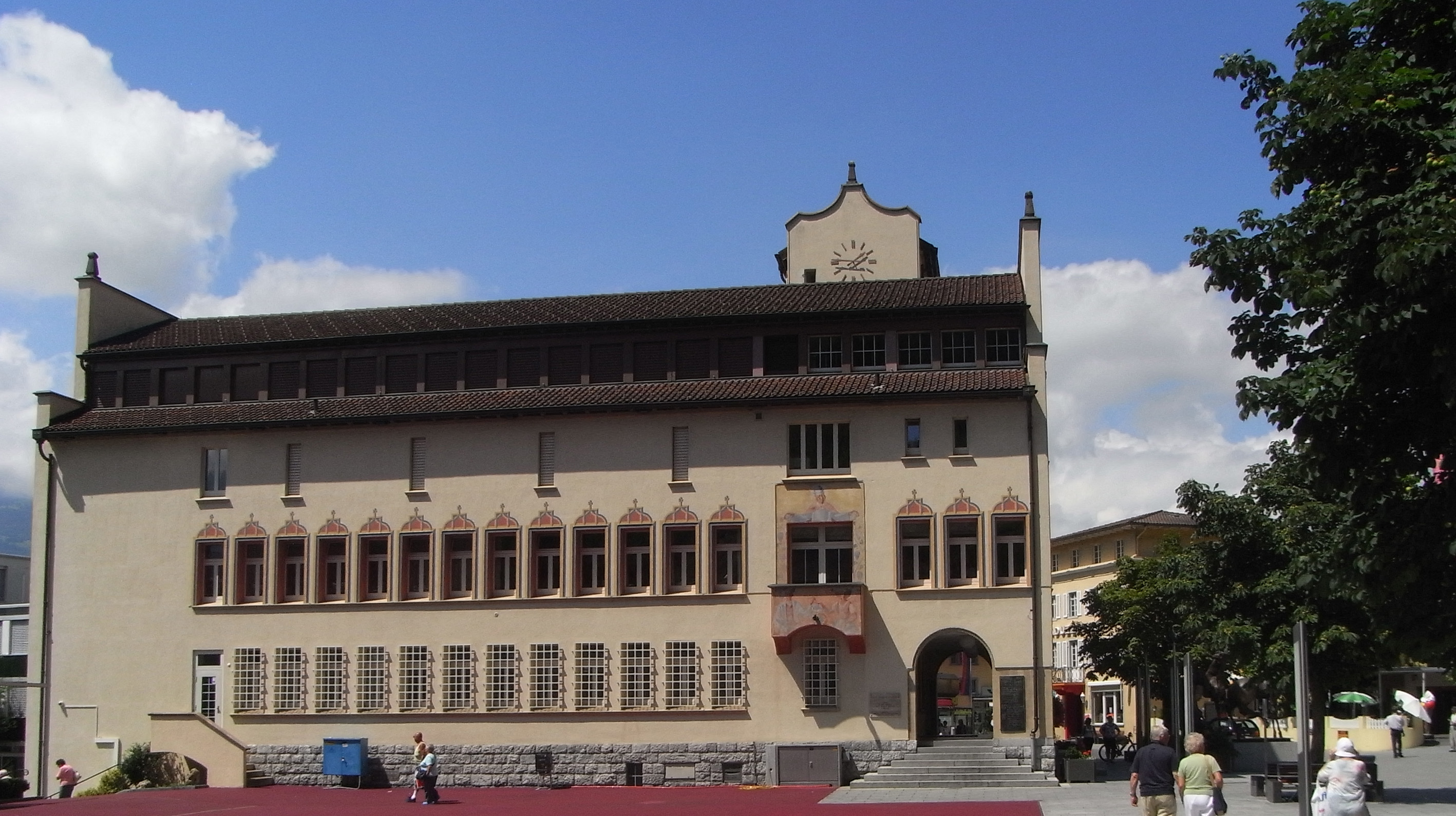
Юго-восточная сторона ратуши с балконной фреской

Ратуша Вадуца (нем. Rathaus zu Vaduz) — здание заседаний городского и коммунального совета столицы Лихтенштейна, Вадуца.

## История
В 1931 году коммунальный совет Вадуца принял решение о строительстве нового здания ратуши. В результате проведённого конкурса в феврале 1932 года был принят, после нескольких переработок, проект лихтенштейнского архитектора Франца Рёкле, в сентябре того же года он был утверждён коммунальным советом города. Строительство здания осуществлялось в 1932—1933 годах; 19 ноября 1933 года оно было открыто. Так как затраты втрое превысили общий годовой доход коммуны, городской совет принял решение часть здания сдавать в аренду. В 1984 году был аннулирован последний такой договор аренды — с Лихтенштейнским земельным банком (Liechtensteinische Landesbank), державшим здесь обменный пункт валют — и с тех пор здание ратуши находится полностью в распоряжении городской коммуны Вадуц.

## Архитектура
Здание ратуши прямоугольной формы с пристроенной башней выполнено и стилизировано как архитектурный памятник западноевропейского Средневековья. Ратушу покрывает высокая двускатная крыша. На восточной стороне ратуши находится высеченный из камня герб коммуны Вадуц, установленный здесь в 1983 году. Изготовленный в 1932 году, дарованный коммуне князем Лихтенштейна герб был в 1980-е годы перенесён на стену северо-западного фасада ратуши. Стены зала заседаний украшены Йозефом Зегером стилизированными изображениями князей Лихтенштейна из различных династий — начиная с времён Средневековья. Здесь также находятся портреты правителей княжества (начиная с 1712 года) и бургомистров Вадуца.
На юго-восточной части стены здания, вокруг балкона в 1937 году была создана фреска, изображающая святого Урбана, покровителя виноградарей и виноделов, с виноградной лозой в руках. Эта картина указывала на огромное значение виноградарства для жителей Вадуца в прошлом. По недоразумению, св. Урбан на фреске изображён папой Римским.
С юго-восточной стороны от ратуши находится Ратушная площадь (Rathausplatz), полностью изменившая свой облик после косметических работ в 2006 году. Так, например, теперь она выложена красными плитами из пластика.